# Science-Fiction-Jahr 2016
Übersicht

◄◄ | ◄ | 2012 | 2013 | 2014 | 2015 | Science-Fiction-Jahr 2016 | 2017 | 2018 | 2019 | 2020 | ►

Weitere Ereignisse

## Ereignis
- Der Retro Hugo Award für das Jahr 1940 wird verliehen.